# 2MASX J02375943+4019472
2MASX J02375943+4019472 ist eine Galaxie im Sternbild Perseus am Nordsternhimmel. Sie ist schätzungsweise 1,3 Milliarden Lichtjahre von der Milchstraße entfernt und hat einen Durchmesser von etwa 250.000 Lichtjahren. Vom Sonnensystem aus entfernt sich das Objekt mit einer errechneten Radialgeschwindigkeit von näherungsweise 28.500 Kilometern pro Sekunde.

## Galaktisches Umfeld
| Nr. | Galaxie                 | Alternativname          | Rek          | Dek          | Distanz/asec |
| --- | ----------------------- | ----------------------- | ------------ | ------------ | ------------ |
| →   | 2MASX J02375943+4019472 | 2MASS J02375940+4019469 | 02h37m59.42s | +40d19m46.9s | 0            |
| 1   | LEDA/PGC 2163644        | 2MASX J02375655+4017342 | 02h37m56.52s | +40d17m34.1s | 137.42       |
| 2   | LEDA/PGC 9959           | CGCG 539-061            | 02h37m40.21s | +40d16m48.9s | 283.08       |
| 3   | LEDA/PGC 2162977        | 2MASX J02382115+4014561 | 02h38m21.17s | +40d14m56.4s | 382.42       |
| 4   | LEDA/PGC 2165786        | 2MASX J02374172+4026149 | 02h37m41.75s | +40d26m15.3s | 437.90       |
| 5   | LEDA/PGC 2162263        | 2MASX J02375036+4012152 | 02h37m50.36s | +40d12m15.2s | 463.92       |
| 6   | LEDA/PGC 2165977        | 2MASX J02374417+4027029 | 02h37m44.19s | +40d27m03.3s | 469.25       |
| 7   | LEDA/PGC 2165888        | 2MASX J02374417+4027029 | 02h37m44.19s | +40d27m03.3s | 479.09       |
| 8   | LEDA/PGC 2166259        | 2MASX J02381758+4028161 | 02h38m17.58s | +40d28m16.0s | 549.01       |
| 9   | LEDA/PGC 2162442        | 2MASX J02383234+4012522 | 02h38m32.34s | +40d12m52.2s | 560.26       |
| 10  | LEDA/PGC 2165204        | 2MASX J02371466+4023510 | 02h37m14.64s | +40d23m50.9s | 567.49       |
| 11  | LEDA/PGC 2162142        | 2MASX J02384177+4011502 | 02h38m41.78s | +40d11m49.9s | 680.34       |
| 12  | LEDA/PGC 2166237        | 2MASX J02384108+4028112 | 02h38m41.07s | +40d28m11.0s | 693.00       |
| 13  | LEDA/PGC 2161009        | 2MASX J02373997+4007350 | 02h37m40.00s | +40d07m34.8s | 765.96       |
| 14  | LEDA/PGC 2167340        | 2MASX J02374131+4032289 | 02h37m41.33s | +40d32m29.0s | 787.78       |
| 15  | LEDA/PGC 2160327        | 2MASX J02373307+4005090 | 02h37m33.07s | +40d05m09.1s | 929.00       |